# 조임목
조임목 또는 초크포인트(영어: choke point, chokepoint) 혹은 때때로 병목(영어: bottleneck)은 물자수송이나 군사작전 등에서 지정학적 전략상 매우 중요한 의미를 갖는 주요 길목을 말하며, 주로 해상의 요충지를 가리키는 경우가 많다. 대형상선과 군함이 반드시 지나가야 하는 지점들인 해협이나 운하 등이 이에 해당한다.

## 주요 해상 조임목
- 호르무즈 해협
- 믈라카 해협
- 바브엘만데브 해협
- 파나마 운하
- 수에즈 운하
- 보스포러스 해협
- 지브롤터 해협
- 혼곶(포클랜드 제도)
- 희망봉

## 같이 보기
- 병목 현상